# プログラム規定説
プログラム規定説（プログラムきていせつ）とは、憲法の特定の人権規定に関して、形式的に人権として法文においては規定されていても、実質的には国の努力目標や政策的方針を規定したにとどまり、直接個々の国民に対して法的権利を賦与したものではないとする考え方。

## ドイツの憲法学におけるプログラム規定説
プログラム規定という考え方はヴァイマル憲法下に生まれた。プログラム規定は、もともとヴァイマル憲法第151条第1項の解釈として提唱された説である。ヴァイマル憲法は多くの社会権や請求権に関する規定を有していたため、それを全て実現することは訴訟の頻発といった無用の混乱を生じかねず、また、経済的観点から第一次世界大戦の敗戦国であるドイツには財政的に困難であった。そこで、プログラム規定との解釈を導入することで、国の負担を回避しようとしたものである。

## 日本の憲法学におけるプログラム規定説
日本国憲法でも第25条や第29条などの学説に「プログラム規定説」という分類が用いられることがある。ただし、ドイツにおけるプログラム規定説とは性格が異なるという指摘がある。

### 日本国憲法第25条
日本国憲法第25条におけるプログラム規定説とは、憲法25条の規定は裁判上請求できる具体的権利を国民に与えたものではなく、国に対してそれを立法によって具体化する政治的・道徳的義務を課したものであるとする学説である。
プログラム規定説はその論拠として、1.日本国憲法が予定する経済体制は資本主義体制であり個人による生活維持がまず期待されており社会主義体制における権利の性格とは根本的に異なるものであること、2.国への請求を具体的に認めるためには憲法第17条のように憲法上その趣旨が明確にされていなければならないが憲法は生存権保障の方法や手続などについて具体的な規定を有していないこと、3.生存権の具体的実現には予算を必ず伴うが予算配分は国の財政政策の問題として政府の裁量に委ねられていることなどが挙げられる。
ただし、憲法25条におけるプログラム規定説は、自由権的側面については国に対してのみならず私人間においても裁判規範としての法的効力を認めており、請求権的側面についても憲法第25条が下位にある法律の解釈上の基準となることを認めている。したがって、文字通りのプログラム規定ではなく、このような用語を使用することは議論を混乱させ問題点を不明瞭にさせるもので適当でないという指摘がある。
また、朝日訴訟最高裁判決（最判昭和42年5月24日民集第21巻5号1043頁）について「この規定は、すべての国民が健康で文化的な最低限度の生活を営み得るように国政を運営すべきことを国の責務として宣言したにとどまり」という部分などからプログラム規定説をとったものと分類されることもあるが、このような分類に対しては憲法で保障された権利は多かれ少なかれ綱領的性格（プログラム的性格）を有するのであり、生存権が綱領的性格を有することをもって何ら裁判規範としての意味を否定したわけではないという指摘がある。朝日訴訟最高裁判決では食管法違反事件判決と同じく憲法第25条第1項について「直接個々の国民に対して具体的権利を賦与したものではない」としつつも「何が健康で文化的な最低限度の生活であるかの認定判断は、一応、厚生大臣の合目的的な裁量に委されており、その判断は、当不当の問題として政府の政治責任が問われることはあっても、直ちに違法の問題を生ずることはない。ただ、現実の生活条件を無視して著しく低い基準を設定する等憲法および生活保護法の趣旨・目的に反し、法律によって与えられた裁量権の限界をこえた場合または裁量権を濫用した場合には、違法な行為として司法審査の対象となることをまぬかれない。」としており、行政庁の広い裁量権を認めつつ憲法第25条の裁判規範としての効力を認めている。

### 日本国憲法第29条
日本国憲法第29条第3項は「私有財産は、正当な補償の下に、これを公共のために用いることができる。」と規定する。しかし、私有財産を公共のために用いることを定める法律が補償規定を欠いている場合をめぐって憲法第29条3項の法的性格に関する争いがある。
この論点についても憲法29条3項はいわゆるプログラム規定であるとする学説がある。
しかし、判例や多数説はこのような立場をとっていない。最高裁は河川附近地制限令事件の判決で、河川附近地制限令第4条について「同条に損失補償に関する規定がないからといって、同条があらゆる場合について一切の損失補償を全く否定する趣旨とまでは解されず、本件被告人も、その損失を具体的に主張立証して、別途、直接憲法二九条三項を根拠にして、補償請求をする余地が全くないわけではない」として憲法29条3項に基づいて直接補償請求をすることを認めている（最大判昭和43年11月27日刑集第22巻12号1402頁）。また、この判決を契機に学説でも補償請求権を憲法上の具体的権利と解することが一般的に承認されるに至っている。